# Bank for International Settlements
Bank for International Settlements (BIS) er en international organisation, hvis formål er at fremme internationalt monetært og finansielt samarbejde og at fungere som centralbankernes bank. Hovedkvarteret ligger i Basel, og banken har to regionale kontorer i Hong Kong og Mexico City.
BIS blev oprettet den 17. maj 1930 og er dermed verdens ældste internationale finansielle institution. Den blev oprindeligt etableret med det formål at koordinere erstatningsbetalingerne efter 1. Verdenskrig. Efter 2. Verdenskrig har BIS udviklet sig til "centralbankernes centralbank", og banken bistår bl.a. ved placeringer af officielle valutareserver samt danner rammen om månedlige konsultationer mellem de større industrilande om pengepolitisk koordination og om udredningsarbejde, som vedrører overvågning af banker. I denne sammenhæng er BIS blevet den førende kilde til statistik om internationale bankkreditter og bankindlån samt international valutahandel og handel med derivater. BIS har også spillet en væsentlig rolle i det europæiske valutasamarbejde.
Banken ejes af 60 centralbanker, herunder Danmarks Nationalbank. Den har omkring 650 ansatte fra 61 forskellige lande, heraf 3 danskere (marts 2018).